# Dashi

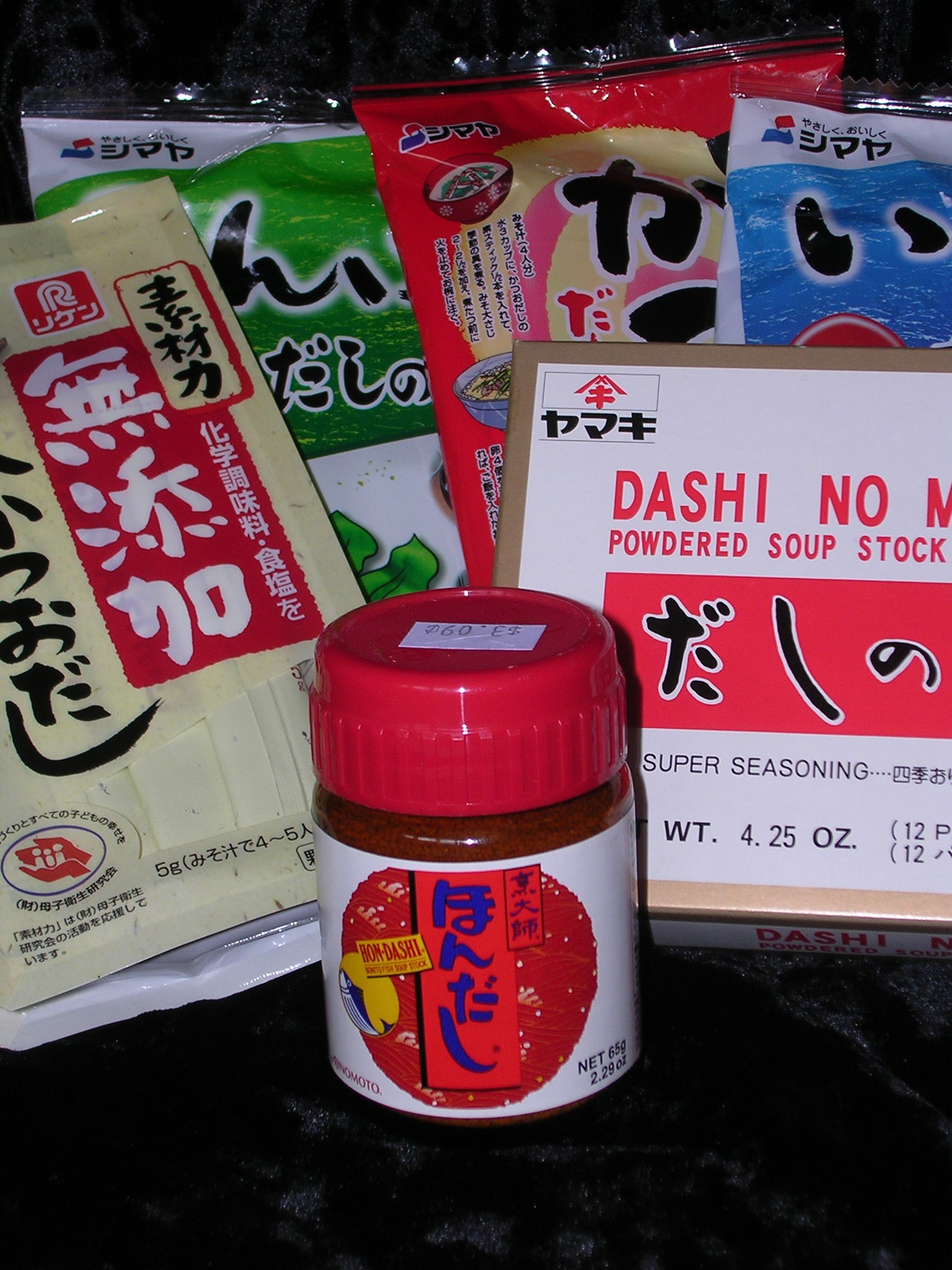
Paket med dashi

För andra betydelser, se Dashi (olika betydelser).
Dashi (出汁) är en japansk klar buljong. Det är en av flera viktiga buljonger som utgör ett fundament i den japanska matlagningen. Den vanligaste formen av dashi får man genom att hetta upp tång (kombu) och katsuobushi (flingor av rökt bonitofisk) i vatten och sen filtrera den kvarstående vätskan. Dashi är grunden för flera japanska soppor som t.ex. misosoppa, nudelsoppa, m.m.